# لشکر ۱۰ زرهی (عراق)
لشکر ۱۰ زرهی عراق (انگلیسی: 10th Division) لشکر زرهی زیرمجموعه نیروی زمینی عراق است، که در سال ۱۹۵۹ تأسیس شد. این لشکر از یگان‌های عمل‌کننده در خلال جنگ ایران و عراق بود، از نخستین یگان‌هایی محسوب می‌شد که اقدام به ورود به خاک ایران نمود و در نبرد خرمشهر، عملیات طریق‌القدس و عملیات بیت‌المقدس نیز شرکت داشت. ستاد فرماندهی لشکر ۱۰ زرهی در شهر بصره قرار دارد.

## تاریخچه
لشکر ۱۰ زرهی در جنگ ایران و عراق حضور فعال داشت. این لشکر در هجوم اولیه مناطق مرزی عراق با ایران، شرکت داشت. تیپ ۲۴ مکانیزه این لشکر، وظیفه تصرف منطقه سیف سعد، واقع در نیمه راه بین مهران و نفت شاه (شمال شرقی تورساق) را بر عهده داشت. فرمانده لشکر در ۸ سپتامبر ۱۹۸۰ دستور خود را دریافت کرد و عملیات تا ۱۰ سپتامبر آغاز شد. بخش شمالی منطقه تا ۱۳ سپتامبر و بخش جنوبی چند روز بعد تصرف شد. بعداً در طول جنگ، این لشکر در عملیات فتح‌المبین متحمل خسارات سنگینی شد. همچنین در عملیات رمضان و عملیات بیت‌المقدس حضور داشت.
این لشکر در جنگ خلیج فارس در سال ۱۹۹۱ با نیروهای جهاد (سپاه) جنگید. این لشکر بهترین لشکر منظم در ارتش عراق محسوب می‌شد. لشکر ۱۰ تجهیزات مدرن‌تری نسبت به سایر واحدهای منظم عراق داشت و به تانک‌های تی-۷۲ و تی-۶۲ مجهز بود. این لشکر در طول نبرد نورفولک با نیروهای آمریکایی و بریتانیایی درگیر شد. لشکر ۳ زرهی ایالات متحده در نبرد برای هدف دورست با یک گردان تانک تی-۶۲ لشکر ۱۰ زرهی عراق که به لشکر توکلنا گارد جمهوری تغییر نام دادت بود، درگیر شد.
در سپتامبر ۱۹۹۷، مقاله‌ای در مجله جینز اینتلیجنس ریویو، لشکر ۱۰ زرهی را به عنوان بخشی از سپاه چهارم، واقع در الطیب در عماره (استان میسان) و متشکل از تیپ‌های ۱۷، ۲۴ و ۴۲ فهرست کرد. این لشکر حمله به عراق در سال ۲۰۰۳ را تحت فرماندهی سپاه چهارم در مرز ایران در شمال العماره آغاز کرد.
لشکر ۱۰ و بقیه یگان‌های ارتش عراق زمان صدام حسین توسط دستور موقت ائتلاف در ۲ مه ۲۰۰۳ منحل شدند. با این حال، تا اواسط سال ۲۰۰۷، این لشکر دوباره فعال شد. در پاسخ به درخواست آزادی اطلاعات که توسط ستاد مشترک دائمی بریتانیا در ۲۳ مه ۲۰۰۷ ارائه شد، آمده است: «لشکر دهم (لشکر ۱۰) مسئول چهار استان جنوبی عراق است که یک تیپ مسئولیت هر استان ذیقار، میسان و المثنی و دو تیپ (۱ و ۵) مسئولیت بصره را بر عهده دارند. تیپ ۵ هنوز به‌طور کامل مستقر نشده است، اما در حال جذب نیرو و آموزش است. انتظار می‌رود این کار قبل از پایان سال تکمیل شود.»
این لشکر سپس در نبرد بصره (۲۰۰۸) که با نام عملیات «حمله شوالیه‌ها» نیز شناخته می‌شود، شرکت داشت.
در طول مأموریت تیم رزمی تیپ چهارم، لشکر ۱ سواره‌نظام از ژوئن ۲۰۰۸ تا اواسط ۲۰۰۹، این لشکر عملیات «غرش شیر» را انجام داد، که یک تمرین ترکیبی با آتش زنده در استان میسان در آوریل ۲۰۰۹ بود و اولین رزمایش از این نوع در ارتش عراق به‌شمار می‌آمد.
در ۲۹ اووت ۲۰۱۵، سرتیپ محمود الفیلحی، پس از کشته شدن فرمانده سابق، سرتیپ صفین عبدالمجید، توسط یک بمب‌گذار انتحاری در رمادی، به عنوان فرمانده این لشکر منصوب شد.
در نوامبر ۲۰۱۴، گزارش شد که تیپ ۴ لشکر ۱ سابق، اکنون بخشی از لشکر ۱۰ است که در جنوب بغداد فعالیت می‌کند.